# Вампири су међу нама
Вампири су међу нама је други наставак филмског серијала Ћао, инспекторе снимљен је 1989. године у режији Зорана Чалића. Филм је своју премијеру имао 11. децембра. 1989. године.

## Радња
У провинцијском месту живот тече уобичајеним током. Два полицајца Боки и Пајко се досађују али узбуђење настаје појавом гостију из иностранства. Смештени су у хотел Лепенски Вир где се одржава међународни симпозијум о трансплантацији. У исто време почињу да нестају свеже сахрањени мртваци и градом се проноси глас да су се појавили вампири. Боки и Пајко крећу у акцију.

## Улоге
| Глумац                   | Улога                   |
| ------------------------ | ----------------------- |
| Велимир Бата Живојиновић | Боки                    |
| Боро Стјепановић         | Пајко                   |
| Никола Симић             | Др. Шварц               |
| Лидија Вукићевић         | Адријана                |
| Жарко Радић              | командир милиције       |
| Јован Јанићијевић Бурдуш | погребник Јова          |
| Нада Блам                | Нада                    |
| Драгољуб Милосављевић    | нервозни старац         |
| Зорица Атанасовска       | докторова асистенткиња  |
| Предраг Милинковић       | униформисани            |
| Младен Недељковић        | униформисани            |
| Ратко Милетић            | докторов први асистент  |
| Милован Тасић            | докторов други асистент |
| Љубомир Ћипранић         | свештеник               |
| Богдан Јакуш             | сељак са белим луком    |
| Богдан Михаиловић        | сељак                   |
| Миша Михаиловић          | сељак                   |
| Љуба Павловић            | сељак                   |
| Столе Новаковић          | председавајући          |
| Весна Димитријевић       |                         |
| Југослав Кујунџић        |                         |
| Петар Лупа               |                         |
| Бранко Петковић          |                         |
| Драгослав Јанковић       |                         |
| Миомир Радевић           |                         |
| Милутин Савић            |                         |